# Сешан (коммуна)
Сеша́н (фр. Seichamps) — коммуна во французском департаменте Мёрт и Мозель, региона Лотарингия. Относится к кантону Сешан.

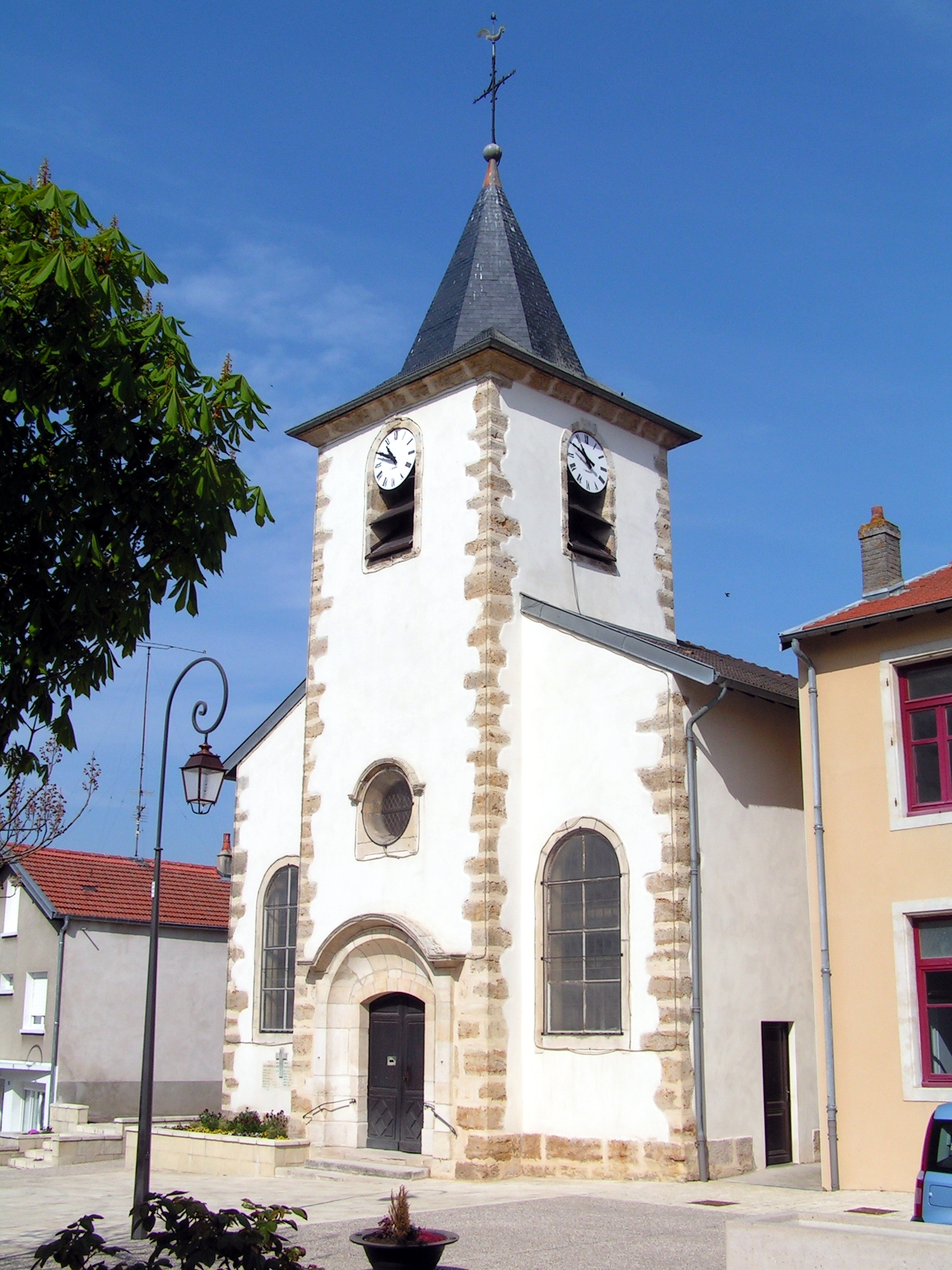
Церковь Сешан

## География
Сешан расположен в 7 км от Нанси, входит в агломерацию Большого Нанси. Граничит с коммунами: Пюльнуа, Эссе-ле-Нанси, Доммартен-суз-Аманс, Летр-суз-Аманс и Ажикур.

## История
На месте города находился галло-романский лагерь, от которого произошло название городка: фр. champs sec означает «сухие поля». До 1950-х годов представлял собой деревню, которая со временем срослась с нансийской индустриальной агломерацией.

## Демография
Население коммуны на 2010 год составляло 4981 человек.
| 1962 | 1968 | 1975 | 1982 | 1990 | 1999 | 2010 |
| ---- | ---- | ---- | ---- | ---- | ---- | ---- |
| 405  | 2093 | 3773 | 4651 | 5780 | 5473 | 4981 |